# Посылка (мультфильм)
«Посылка» — советский короткометражный мультфильм в технике перекладки на стихи Ирины Пивоваровой.
Первый из трёх сюжетов мультипликационного альманаха «Весёлая карусель» № 10.

## Сюжет
Крыса Анфиса получает посылку с вкусным угощением и новыми ботинками, сначала она съедает всё угощение, а затем и новые ботинки.
Отрывок из стихотворения:
Жила на свете крыса по имени Анфиса.
Поесть любила крыса по имени Анфиса.
Пришла посылка крысе по имени Анфисе.
В посылке той печенье, варенье и соленье,
Красивые картинки и новые ботинки.

## Съёмочная группа
| режиссёр             | Галина Баринова  |
| художник-постановщик | Галина Баринова  |
| оператор             | Михаил Друян     |
| роли озвучивали      | Ирина Карташёва  |
| автор текста         | Ирина Пивоварова |
| монтажёр             | Елена Тертычная  |